# Radio Song
«Radio Song» és el vintè senzill de la banda estatunidenca R.E.M., el quart extret de l'àlbum Out of Time, el 4 de novembre de 1991 per Warner Bros. Records.
Michael Stipe va preguntar al rapper KRS-One, líder de la banda Boogie Down Productions, per contribuir en la cançó, i aquest finalment va participar en les veus addicionals i en el rap final, i també va aparèixer en el videoclip.
Una versió en directe de la cançó es va publicar a principis de 2019 via Noisetrade. Aquesta versió es va enregistrar al The Borderline de Londres l'any 1991 però sota el nom de Bingo Hand Job, pseudònim de R.E.M. i alguns convidats amb noms falsos. Un enregistrament del concert es va publicar amb el títol Live at the Borderline 1991 a l'abril de 2019.
La cançó va ser inclosa en la pel·lícula Solters de Cameron Crowe (1992) però no en l'àlbum de la banda sonora oficial.

## Llista de cançons
Totes les cançons foren escrites i compostes per Bill Berry, Michael Stipe, Peter Buck i Mike Mills, excepte les indicades. 
| 1.            | «Radio Song»                                 | 4:15 |
| 2.            | «Love Is All Around» (Reg Presley) (directe) | 3:15 |
| Durada total: | Durada total:                                | 7:30 |

| 1.            | «Radio Song»                       | 4:15  |
| 2.            | «You Are the Everything» (directe) | 4:43  |
| 3.            | «Orange Crush»                     | 4:03  |
| 4.            | «Belong»                           | 4:47  |
| Durada total: | Durada total:                      | 13:45 |

| 1.            | «Radio Song (Tower of Luv Bug mix)»          | 4:14  |
| 2.            | «Love Is All Around» (Reg Presley) (directe) | 3:15  |
| 3.            | «Belong» (directe)                           | 4:07  |
| Durada total: | Durada total:                                | 11:36 |

## Crèdits
R.E.M.
- Bill Berry – bateria, percussió
- Peter Buck – guitarra
- Mike Mills – òrgan, baix
- Michael Stipe – cantant

Músics addicionals
| - David Arenz – violí - Ellie Arenz – violí - David Braitberg – violí - Dave Kempers – violí - Reid Harris – viola - Paul Murphy – viola - Andrew Cox – violoncel - Elizabeth Murphy – violoncel | - Mark Bingham – arranjaments corda - Peter Holsapple – baix - Ralph Jones – baix doble - Kidd Jordan – saxòfon - KRS-One – rap - Scott Litt – bucles - Jay Weigel – enllaç orquestra |